# Орегонський край

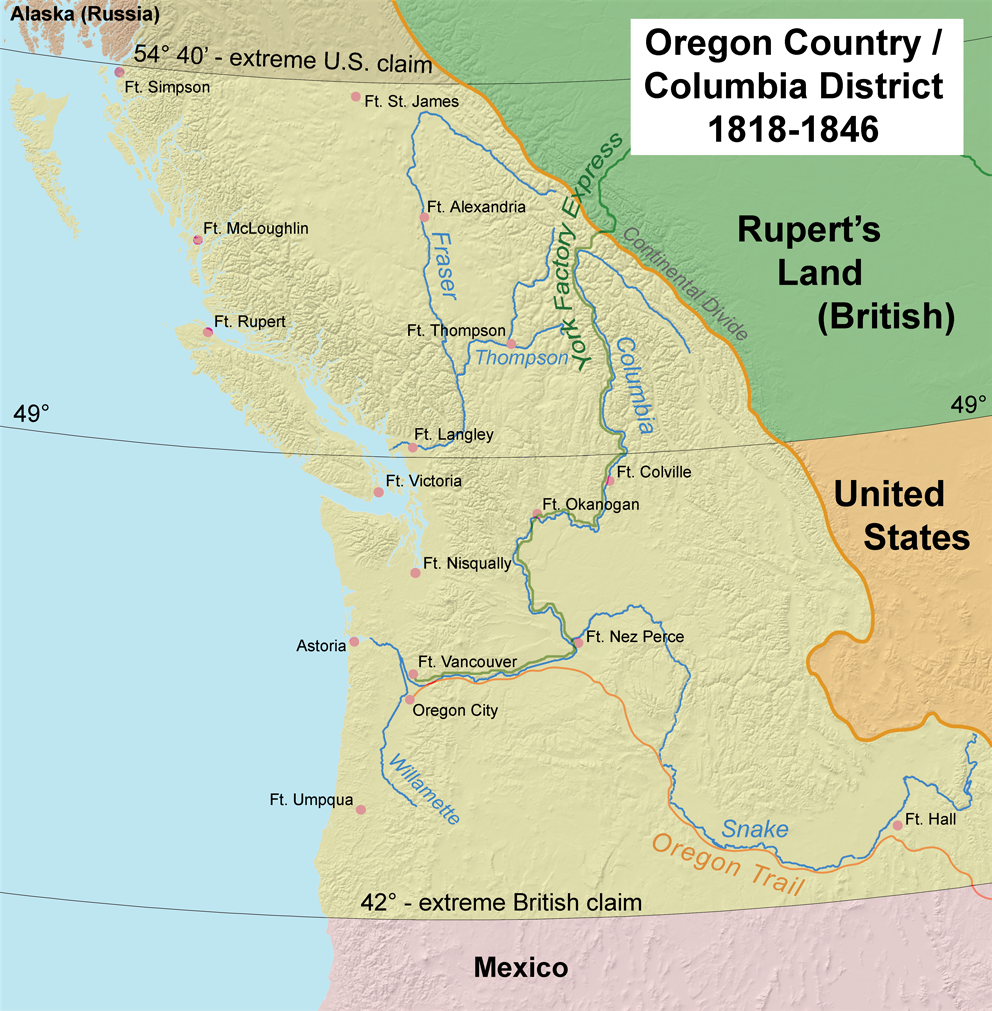

Орегонський край (англ. Oregon Country) — американський термін, що використовувався для позначення тихоокеанського регіону на північному заході Північної Америки, право на володіння яким в першій половині XIX століття оскаржували один в одного США і Велика Британія.
У Великій Британії для позначення цього регіону використовувався термін «Округ Колумбія» (англ. Columbia District) — відповідно до поділу Північної Америки на регіони діяльності, принятому в Компанії Гудзонової затоки.

## Перші дослідники
В 1792 році Джордж Ванкувер знайшов П'юджет-Саунд, і 4 липня 1792 року проголосив його британським володінням, назвавши на честь Петера П'юджета — одного зі своїх офіцерів. У тому ж році американський капітан Роберт Грей 12 травня 1792 року виявив гирло річки Колумбія, і назвав її на честь свого судна «Колумбія Редівія». У 1793 році Александр Макензі став першим з європейців, які перетнули Північну Америку зі сходу на захід по суші північніше Мексики; він вийшов до Тихого Океану в районі Белла-Кула.
У 1805 році американська сухопутна експедиція Льюїса і Кларка досягла гирла річки Колумбія та побудувала на її південному березі Форт-Клетсоп, де її учасники провели зиму 1805–1806 років і запасли провізію для зворотного шляху. У 1811 році Девід Томпсон, що працював на Північно-Західну Компанію, пройшов річку Колумбія від початку і до кінця. Під час своєї подорожі Томпсон розташувався табором біля гирла річки Снейк, і 9 липня 1811 року спорудив знак з повідомленням про претензії на цю територію з боку Великої Британії і заявив про намір Північно-Західної Компанії побудувати факторію на цьому місці. Продовжуючи рухатися вниз по Колумбії, Томпсон досяг гирла Колумбії 14 липня 1811 року, через два місяці після прибуття судна Тонкуїн Тихоокеанської хутряної компанії (що є дочірньою компанією Американської хутряної компанії Джона Астора). До моменту прибуття Томпсона був вже частково побудований Форт-Астор.

## Походження назви
Точне походження слова «Орегон» невідомо. Одна з теорій говорить, що працівники франко-канадської хутряної компанії називали річку Колумбія «Ураганною річкою» (фр. le fleuve d'ouragan) через сильні вітри в довгому каньйоні, через який вона протікає. Джордж Стюарт в статті, опублікованій в 1944 році в «American Speech», обґрунтував, що назва походить через помилки рисувальника французької карти, надрукованої на початку XVIII століття, де назва річки Вісконсин було написано як «Ouaricon-sint» — розбиту на два рядки і з «-sint» на другій сходинці, в результаті чого вийшло, що річка називається «Ouaricon». В даний час ця теорія вважається найбільш правдоподібною.

## Еволюція кордонів
Спочатку на Орегонський край претендували Велика Британія, Франція, Росія та Іспанія. Претензії США базувалися на виявленні Робертом Греєм гирла річки Колумбія в 1792 році і на експедиції Льюїса і Кларка. Велика Британія ґрунтувала свої претензії на дослідженні річки Колумбія, зроблене Девідом Томпсоном, і на своїх дослідженнях узбережжя. Претензії Іспанії ґрунтувалися на Inter caetera і Тордесільяському договорі, а також на дослідженнях тихоокеанського узбережжя в кінці XVIII століття. Росія засновувала свої претензії на діяльності своїх дослідників і торговців, і підкріпила свої претензії на частину регіону північніше 51-ї паралелі указом 1821.
Підписавши в кінці 1790-х Нуткінські конвенції, Іспанія відмовилася від претензій на ексклюзивні права в Америці, давши Великій Британії право на тихоокеанське узбережжя, хоча й не визначивши при цьому північного кордону Іспанської Каліфорнії. Підписавши в 1819 році з США договір Адамса — Оніса, Іспанія передала всі свої претензії на території північніше 42-ї паралелі Сполученим Штатам. Претензії Росії на початку 1820-х були тут же оскаржені Великою Британією і США, і підписавши в 1824 році договір зі Сполученими Штатами, а в 1825 — договір з Великою Британією, Росія відмовилася від посягань на території південніше шіроти 54°40' і на схід 141 меридіана.
Тим часом Велика Британія і США підписали Конвенцію 1818, відповідно до якої межа між їх володіннями від Великих Озер до Скелястих гір пройшла по 49-й паралелі. Відповідно до цієї конвенції, територія Орегонської країни підлягала «спільному використанню» обома країнами.
У 1821 році Компанія Гудзонової затоки була насильно об'єднана з Північно-Західної компанією. У тому ж році британський парламент прийняв статут, що вимагав, щоб Компанія застосовувала закони Верхньої Канади в Землі Руперта і Окрузі Колумбія.
У 1843 році Орегонські поселенці створили власний Тимчасовий уряд Орегона. У відповідності з Органічним законом Орегона в редакції 1845 року, до складу уряду могли входити і британські піддані. Частина орегонських політиків розраховувала на поступову еволюцію Орегона в незалежну державу, але в 1848 році переважила тенденція до входження до складу США.

## Перші поселення

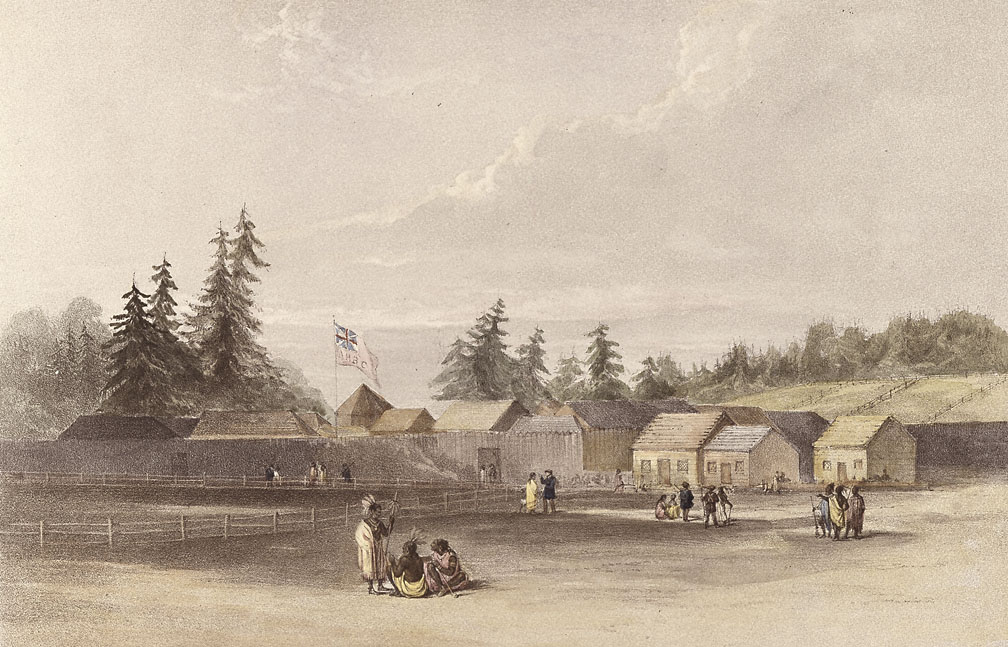
Форт-Ванкувер в 1845 році

У 1810 році Джон Астор заснував Тихоокеанську хутряну компанію, яка в 1811 році заснувала торговий пост в Орегоні — Форт-Асторія. Під час війни 1812 року торгівля хутрами занепала, і Тихоокеанська хутряна компанія була продана Північно-Західній компанії. Потрапивши під британський контроль, Форт-Асторія був перейменований в Форт-Георг.
У 1821 році Компанія Гудзонової затоки була насильно об'єднана з Північно-Західної компанією. У тому ж році британський парламент прийняв статут, що вимагав, щоб Компанія застосовувала закони Верхньої Канади в Землі Руперта і Окрузі Колумбія. Джон Маклафлін, призначений в 1824 керуючим компаніям в Департаменті Колумбія, переніс місцеву штабу-квартиру в Форт-Ванкувер (неподалік сучасного Ванкувера), що став де-факто політичним центром Орегонської країни. Маклафлін застосовував британське законодавство по відношенню до британських підданих, підтримував мир з індіанцями, і намагався підтримувати закон і порядок також і серед американських переселенців. Астор спробував поборотися за видобуток хутра в Орегонській країні, розгорнувши операції в Скелястих горах, але Компанія Гудзонової затоки розгорнула проти нього війну, сприяючи виснаженню хутра в тому регіоні і продаючи хутра за заниженою ціною.
У східній частині США про Орегонську країну ходили різні чутки, і деякі церкви вирішили послати туди місіонерів для звернення індіанців. Першим з них став Джейсон Лі, методист з Нью-Йорка, який побудував в 1834 методистську школу для індіанців в долині Вілламетт.
Коли наприкінці 1830-х почав функціонувати Орегонський шлях, то в регіон потягнулися американські переселенці, число яких зростало рік від року. Зростання напруженості викликало суперечку про кордон Орегону. Обидві сторони усвідомили, що в підсумку саме поселенці вирішать, хто буде контролювати регіон, і Компанія Гудзонової затоки змінила свою політику (раніше вона не давала засновувати поселення, оскільки це погано позначилося б на торгівлі хутром). У 1841 році за наказом керуючого Компанією Джорджа Сімпсона Джеймс Сінклер направив на захід з Колонії Червоної річки 200 поселенців, щоб закріпити регіон за Великою Британією, однак це було занадто мало і занадто пізно.

## Орегонський договір
У 1843 році група поселенців в долині Вілламетт створила Тимчасовий уряд Орегону, який було в 1845 році на особистому (але не на офіційному) рівні визнано Джоном Маклафліном з Компанії Гудзонової затоки.
Під час президентських виборів 1844 року в США демократи наполягали на анексії Орегону і Техасу. Переміг на виборах кандидат від демократів Джеймс Полк підтримував ідею про проведення лінії розмежування в Орегоні по 49-й паралелі, хоча деякі екстремісти в Конгресі наполягали на кордоні за широтою 54°40', погрожуючи в іншому випадку війною. Британський уряд вважав більш прийнятним кордон по річці Колумбія.
Незважаючи на войовничі заяви, насправді обидві сторони не бажали влаштовувати між собою третю війну за 70 років, і в 1846 році був підписаний Орегонський договір, що розділив спірну територію по 49-й паралелі, залишивши, проте, острів Ванкувер за Великою Британією.
У 1848 році американська частина території була перетворена на Територію Орегон. На британській стороні острів Ванкувер став королівською колонією в 1849 році, а материкова частина в 1858 році була перетворена в колонію Британська Колумбія.